# Synagoge Alsbach (Bergstraße)

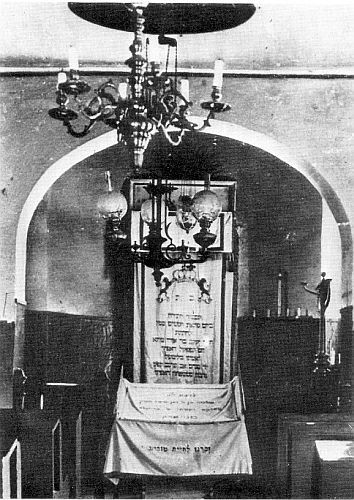
Thoraschrein in der Synagoge in Alsbach (1920er Jahre)

Die Synagoge in Alsbach, einem Ortsteil der Gemeinde Alsbach-Hähnlein im südhessischen Landkreis Darmstadt-Dieburg, wurde um 1780 errichtet.

## Geschichte
In einem freistehenden Wohnhaus mit Gartengrundstück an der Hauptstraße 19 richtete die Jüdische Gemeinde Alsbach um 1780 eine Synagoge ein. In den Jahren 1864 und 1928 ließ die Gemeinde ihre Synagoge renovieren. 

### Zeit des Nationalsozialismus
Während der Novemberpogrome 1938 verwüsteten SA-Angehörige die Inneneinrichtung der Synagoge. Die Ritualien aus Silber wurden vermutlich gestohlen.   
Nach 1938 kaufte ein Nachbar die Synagoge und das benachbarte Schulhaus. Er nutzte bis in die 1960er Jahre das Synagogengebäude als Lagerraum. Danach kam das Gebäude in den Besitz der Sparkasse, die es zu einem Wohn- und Geschäftshaus umbaute.